# Палеоескімоси
Палеоескімоси — умовна узагальнювальна назва древнього населення Арктики, що населяли Арктичний регіон від Чукотки (стоянка Чортов овраг) у сучасній Росії через Північну Америку до Гренландії до заселення цього терену сучасними інуїтами (ескімосами) і суміжними культурами. Перші відомі палеоескімоські культури, мають датування до 2500 р. до н. е., але поступово зникають в більшості регіонів, остання — культура дорсет, яка зникла близько 1500 р. н. е..
До палеоескімоських культур зараховують: Пре-Дорсет, Саккак в Гренландії 2500—800 роках до н. е., Індепенденс І та Індепенденс ІІ на північному сході Канади та Гренландії (близько 2400—1800 рр. до н. е. та 800–1 рр. до н. е.), Гросвотер у Лабрадорі та Нунавік та культура Дорсет (500 до н. е. — 1500 р. н. е.), яка мала поширення по всій Американській Арктиці. Дорсет був останньою великою палеоескімоською культурою в Арктиці до міграції на схід з терену сьогоденної Аляски Туле, предків сучасних інуїтів.
Незважаючи на свою назву, дані археологічних розкопок і аналізу ДНК вказують на те, що палеоскімоси не були предками сучасних гренландських калаалітів і канадських інуїтів. Вони мають генетичну близькість до чукчів та алеутів, а тому їхньою батьківщиною, мабуть, був район Берингового моря, звідки вони поступово заселили північний захід острова Гренландія близько 4500 років тому, де їхня культура (стоянка Індепенденс) досягла свого апогею.
Використовуючи методи аналізу повногеномних даних, генетики показали, що палеоескімоси зробили помітний внесок у народи на-дене, але не в інші групи американських індіанців. У 2017 опубліковано повніші результати цього дослідження. ці дані посилюють позицію існування Дене-єнісейської мовної гіпотези.
Також канадські дослідники встановили повну генетичну відмінність палеоескімосів і носіїв морської архаїчної культури, що населяли північний схід Канади до їх приходу.